# 리미트 (2022년 영화)
《리미트》는 2022년에 개봉한 대한민국의 영화이다.

## 캐스팅
- 이정현 : 윤소은 역
- 문정희 : 서혜진 역
- 진서연 : 홍연주 역
- 박명훈 : 서준용 역
- 최덕문 : 강성찬 역
- 박경혜 : 조명선 역
- 임철형 : 박혁준 역
- 백승철 : 신광호 역
- 전국향 : 고준심 역
- 최예찬 : 정다현 역
- 김지유 : 이아진 역
- 강성하 : 석중 역
- 심우성 : 동식 역
- 최백선 : 남수 역
- 김명선 : 선미 역
- 여민구 : 강식 역
- 서지원 : 진수 역
- 이유진 : 유진 역
- 강인서 : 인서 역
- 배준수 : 신철 역
- 신정만 : 기남 역
- 김하언 : 원호 역
- 오민석 : 이철우 역 (특별출연)
- 최홍일 : 수사과장 역 (특별출연)